# Palla Strozzi
Pour les autres membres de la famille, voir Famille Strozzi.
Palla di Onorio Strozzi (1372 - 8 mai 1462) est un banquier, homme politique, homme de lettres, philosophe et philologue italien du début de la Renaissance.

## Biographie
Palla Strozzi naît à Florence dans la famille des banquiers Strozzi. Grâce à la richesse accumulée au cours des dernières générations par celle-ci, son père peut le faire éduquer par des écrivains et des humanistes avec lesquels il apprend le grec ancien et le latin. Grâce à sa curiosité et à son intelligence, Palla devient l'un des meilleurs hommes de culture florentins de son temps, se constituant une importante collection de livres rares.
Vespasiano da Bisticci, dans ses Vies d'hommes illustres du XVe siècle, le décrit comme riche, beau, père de famille, érudit, grand bâtisseur et collectionneur. Palla Strozzi est l'homme le plus riche de Florence avec un actif imposable brut de 162 925 florins en 1427 dont 54 fermes, 30 maisons, une société bancaire au capital de 45 000 florins et des obligations communales. Malgré sa richesse abondante, Strozzi vit bien au-dessus de ses moyens et s'intéresse peu aux activités bancaires de sa famille, ce qui contribuera à sa chute économique et politique dans la seconde moitié du XVe siècle.
Il commande de nombreuses œuvres d'art, dont la Chapelle Strozzi (aujourd'hui sacristie) dans la basilique Santa Trinita (Florence), œuvre de Filippo Brunelleschi et de Lorenzo Ghiberti (1419-1423). La chapelle, un projet non réalisé par son père Onofrio (Noferi) Strozzi, est construite à sa mémoire par Palla après sa mort et abrite sa sépulture monumentale. Pour cet environnement, et comme mécène, il commande au peintre italien Gentile da Fabriano le retable de L'Adoration des mages pour la chapelle Strozzi et au peintre Fra Angelico,  La Descente de croix pour la sacristie de la basilique.
Il est fait chevalier par le roi angevin de Naples en 1415, lorsqu'il s'y rend comme ambassadeur de la république de Florence pour honorer le mariage qui a lieu entre la reine Jeanne II de Naples et Jacques II de Bourbon. Il vit à la Villa La Petraia sur les collines de Florence, qui est revenue plus tard à la maison de Médicis.

### L'opposition aux Médicis
Collectionneur de livres rares et fin connaisseur du grec et du latin, il se trouve, dans la soixantaine, mêlé à la farouche opposition contre Cosme de Médicis, à une époque où il est le plus grand contributeur de la république de Florence.
Cosme de Médicis, dont la famille a récemment accédé à l'élite économique et politique de Florence, est l'homme qui, pour la première fois, a pris tout le pouvoir dans la ville grâce à un système de  avec des hommes clés à la tête des bureaux de la république de Florence. Face à Cosme, seules deux voies sont possibles : l'alliance en acceptant un rôle subalterne ou une collision frontale. Palla, fort de sa richesse et fier de sa propre culture, devient le dirigeant de l'opposition à avec un autre oligarque indomptable, Rinaldo degli Albizzi.
Au début, la fortune sourit à sa faction, réussissant à obtenir d'abord l'incarcération de Cosme, puis la déclaration de celui-ci comme magnate, c'est-à-dire tyran, le forçant à l'exil en 1433. Cependant, l'objectif de Strozzi n'est pas tant l'élimination d'un adversaire que la restauration des libertas florentines et en cela il est différent de son allié Rinaldo degli Albizi. 
Pendant ce temps, Cosme envoie déjà des signes de préparation d'un retour, qui a lieu ponctuellement avec le changement de gouvernement lors de la rotation rapide des gonfalonniers, moins d'un an après son départ de Florence.

### L'exil

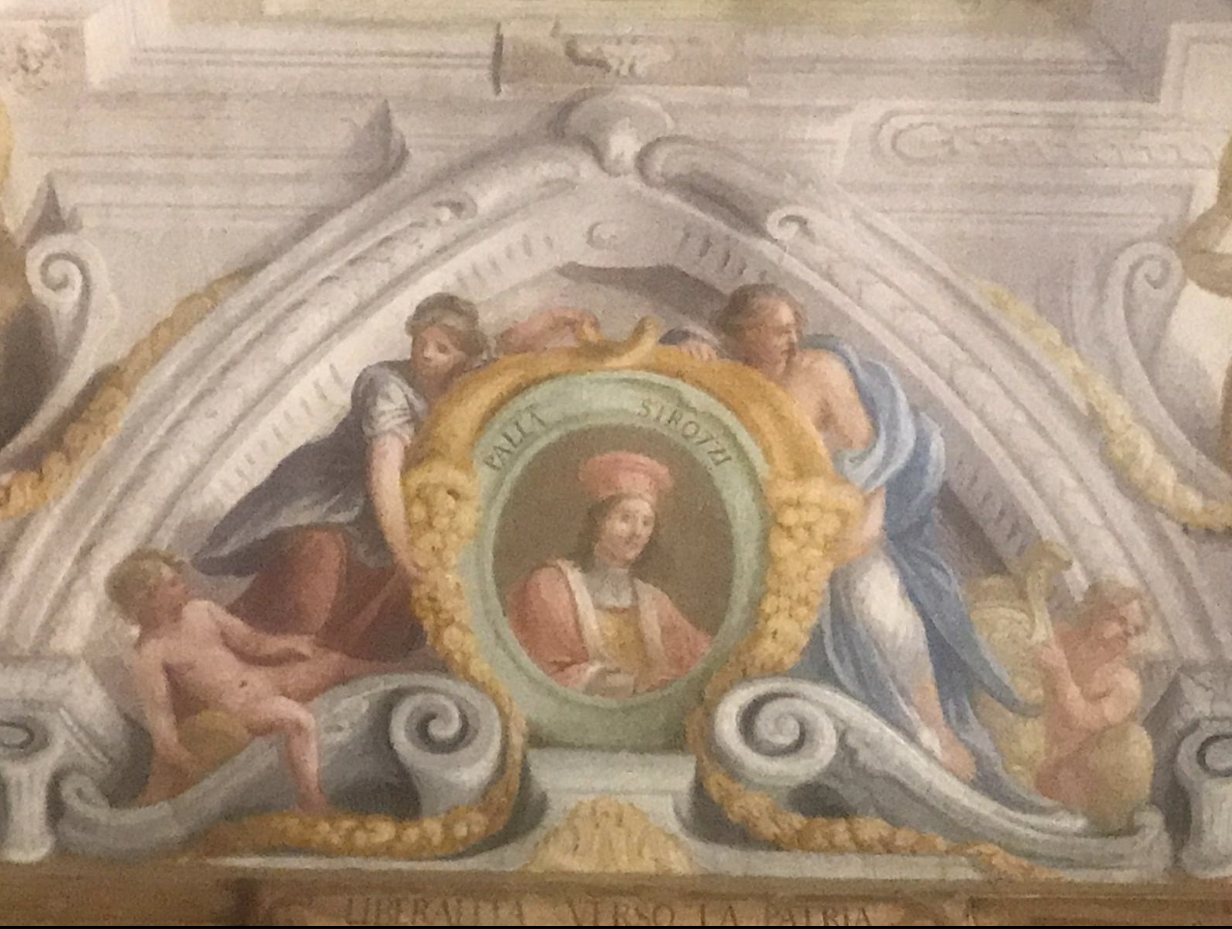
Libéralité envers la patrie, avec une représentation de Palla Strozzi, fresque des voûtes de la Galerie des Offices à Florence.

Parmi les premières mesures, il y a précisément la revanche sur les adversaires, avec l'exil des familles Albizi et Strozzi, favorisé par le soutien populaire que Cosme et sa famille ont pu conquérir.
En 1434, Strozzi part donc pour la ville universitaire de Padoue, où il se prépare pour un retour qui n'a jamais lieu bien que son fils l'ait fait et ait construit un grand palais en 1480. 
Sa maison de Padoue, dans laquelle il vit une seconde jeunesse, est un lieu de rencontre d'artistes et d'écrivains, à l'âge d'or où la cité vénitienne est l'un des centres culturels les plus remarquables de la péninsule italienne pour certaines réalisations artistiques plus importantes que Florence (comme les chefs-d'œuvre laissés par le deux Florentins Giotto di Bondone et Donatello). Au Palazzo Strozzi (aujourd'hui Palazzo Fiocco) à Prato della Valle, construit en 1441, il accueille des humanistes tels que Jean Argyropoulos, recteur de l'université de Padoue et l'un des premiers promoteurs de la redécouverte des auteurs anciens en Europe de l'Ouest. Le siège de sa banque se trouve dans l'actuel Palazzo Cattaneo Strozzi.
Il meurt à Padoue le 8 mai 1462 et est enterré dans l'église voisine Santa Maria di Betlemme. Il lègue sa collection de livres rares, encore enrichie lors de son séjour padouan, à la basilique Sainte-Justine de Padoue.
On dit qu'il a acheté des manuscrits de Grèce et qu'il a traduit en italien l'Almageste de Claude Ptolémée ; les Vies parallèles de Plutarque ; des œuvres de Platon et la Politique (Aristote).

## Mariages et descendance

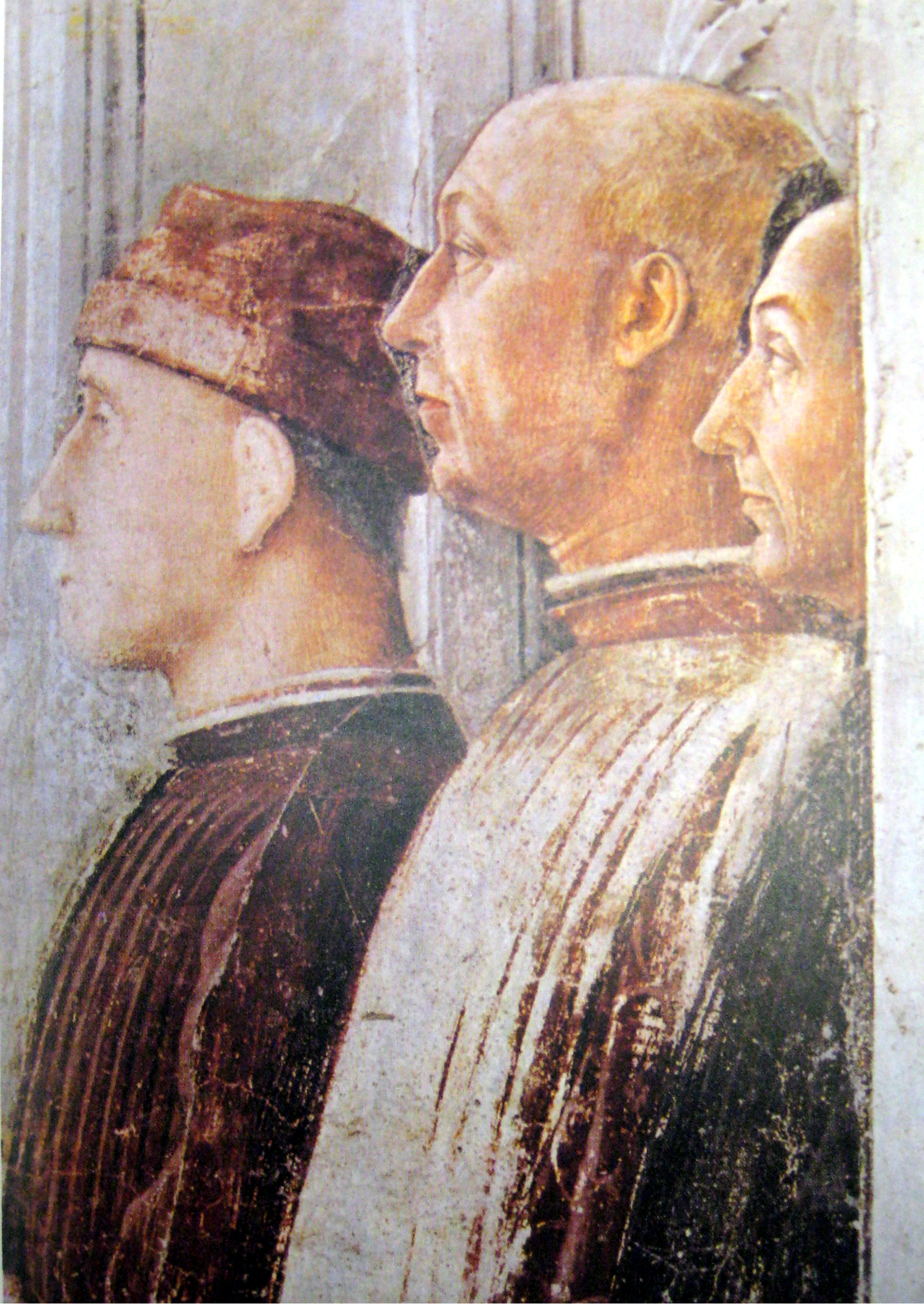
Andrea Mantegna, Fresques de la chapelle Ovetari, Église des Érémitiques de Padoue, Padoue. Selon Giorgio Vasari, les amis de Mantegna sont représentés ici : Onofrio (Nofri) Strozzi, fils de Palla Strozzi, Dr Girolamo della Valle et l'avocat Bonifacio Frugimelica.

De sa femme Maria Strozzi, sa parente éloignée, Palla Strozzi eut onze enfants :
- Lorenzo (1404-1452), fut ambassadeur, ses descendants vécurent à Ferrare ; la branche de Ferrare s'éteint en 1737.
- Onofrio (1411-1452), qui vécut avec son père à Padoue, sans descendance.
- Nicola dit Tita (1412-? ).
- Gianfrancesco (vers 1418-1468),  qui tenta de retourner à Florence et d'expulser les Médicis, sans succès. Il vécut à Venise et à Ferrare où ses descendants mâles directs s'éteignirent en 1617 : cette branche de Gianfrancesco di Palla Strozzi fusionna avec les Strozzi 'di Mantova' lors du mariage de Maria di Carlo di Gianfrancesco Strozzi 'de Ferrara' avec Ludovico Strozzi 'di Mantova'.
- Carlo,  qui fut le camerlingue secret du pape Nicolas V à Rome, sans progéniture.
- Bartolomeo.
- Margherita.
- Lena (décédée en 1449, épouse de Felice Brancacci).
- Ginevra
- Jacopa (épouse de Giovanni di Paolo Rucellai).
- Tancia.

Dans sa vieillesse, il épousa une fille de Felice Brancacci, qui le suivit à Padoue.
Ses descendants s'installèrent plus tard à Ferrare et donnèrent naissance à la branche ferraraise des Strozzi.